# Neuburg an der Donau

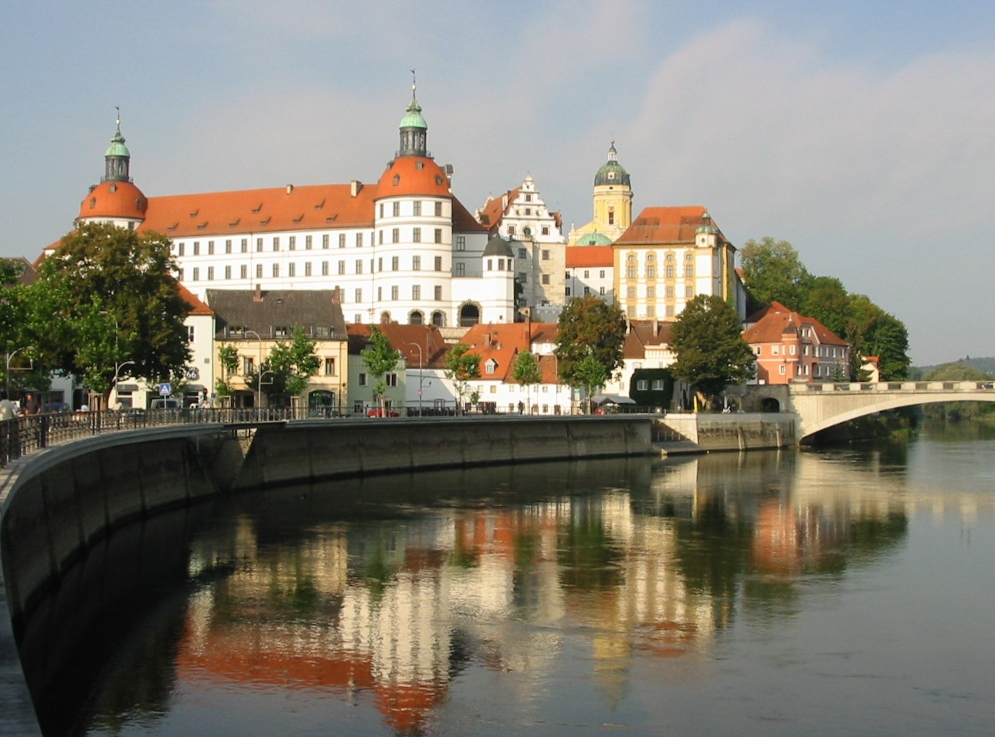
Residenzschloss, the seat of Palatine Electors.

Neuburg an der Donau là một đô thị, cũng là huyện lỵ của huyện Neuburg-Schrobenhausen bang Bayern nước Đức. Nó hàng trăm năm trước đây là thành phố cư ngụ của công tước Pfalz-Neuburg, được phản ảnh qua kiến trúc đô thị ngày nay.